# 鳥取県立倉吉農業高等学校
鳥取県立倉吉農業高等学校（とっとりけんりつ くらよしのうぎょうこうとうがっこう）は、鳥取県倉吉市大谷にある県立農業高等学校。地元では「倉農」（くらのう）、「農高」と呼ばれる。令和７年度で創立140周年を迎えた歴史と伝統のある専門高校（農業科）である。

## 教育目標
農業教育をはじめとして、あらゆる教育の場において豊かな感性を育て、基礎基本を大切にして知の修得に努め、自らの可能性を信じて不断の努力を惜しまない生徒の育成を図るとともに、地域社会に貢献できる人材の育成を目指す。 

## 歴史
- 1881年 - 倉吉町東町大岳院を仮校舎として公立久米河村農学校を開設。9月1日開校式を行う（終業2年、全寮制）[2]。
- 1885年 - 鳥取県立倉吉農学校となる[2]。校舎を倉吉町堺町に新築、実習地1町1反を設ける[2]。農学本科（修学3年）のほか獣医講習科を設け、6月5日開校式を挙げる[2]。
- 1887年 - 校地を現在地に移転[2]。（移転時は久米郡社村大字大谷）
- 1890年 - 鳥取県立農学校と改称し、獣医科を設け、その他藍、煙草、養蚕等の専科を設ける[2]。
- 1895年 - 鳥取県立農学校は廃校となり、鳥取県立簡易農学校として再興[2]。
- 1899年 - 簡易農学校を改めて甲種農業学校とし、校名を鳥取県農業学校と改称[2]。
- 1901年 - 鳥取県立農学校の校名に戻る[2]。
- 1908年 - 畜産科を設置する[2]。
- 1916年 - 畜産科を廃して養蚕別科（修行1年）をおく[2]。
- 1918年 - 農業教員養成科（のちの鳥取青年師範学校）を設置（1921年、鳥取県実業補習学校男教員養成所として独立）。
- 1934年 - 鳥取県立倉吉農学校と改称[2]。
- 1941年 - 農業拓殖科を設置[2]。
- 1944年 - 農業拓殖科を廃し、農業土木科並びに林業科を設置[2]。
- 1947年 - 林業科を農業科と併せて農林科とする[2]。女子部を設置[2]。
- 1948年 - 新学制により、鳥取県立倉吉農業高等学校と改称[2]。文部省指定ホームプロジェクト実験校となる[2]。
- 1951年 - 河南分校（三朝町）を併置[2]。のちに三朝分校となり定時制の農林科・農村家庭科を設置[2]。
- 1958年 - 全日制畜産科を設置し、本校併設の定時制農林科・農村家庭科を募集停止とする[2]。
- 1963年 - 全日制家庭科を設置し、定時制三朝分校農林科・農村家庭科を募集停止とする[2]。農業近代化研究指定校となり、畜産施設を充実する[2]。
- 1965年 - 農林科1学級を園芸科に家庭科を生活科に改めて設置し、三朝分校を閉鎖する[2]。
- 1967年 - 全寮制自営者養成農業高等学校として文部省の指定を受ける[2]。祥雲寮竣工、畜産農場（嵐が丘牧場）を創設[2]。農業土木科募集停止[2]。
- 1985年 - 創立100周年記念式典を挙行[2]。
- 1991年 - 生活科を生活科学科に改称[2]。
- 1995年 - 創立110周年記念式典を11月2日に挙行[2]。
- 2003年 - 高校再編で生物生産科・園芸科・環境科学科・環境土木科を設置し、農林・畜産・園芸・生活科学科を募集停止とする[2]。
- 2015年 - 創立130周年式典を11月11日（水）に挙行。

## 設置学科
- 全日制
  - 生物科
  - 食品科
  - 環境科

## 特色
- 生物科・環境科の1年生は1年間、学校敷地内にある「祥雲寮」に入寮し、生物の世話をしながら学校生活を送る。寮では納涼祭・クリスマス会・球技大会・上映会などの行事もある。
- 食品科では福神漬作りを行っており、高齢者にもファンが多い[3]。授業の一環で新商品の開発に取り組み、2021年（令和3年）には「カレー味の福神漬」を開発した[3]。

## 出身者

### 実業家・政治家
- 米原章三 - 県会議長。貴族院議員。日本海新聞創立。日の丸自動車創設。鳥取商工会議所会頭。

### 政治家
- 長山英一 - 元境港市議会議員。学生時代マラソン選手として有名であった。大正11年（1922年）渡村出身の松本秀松と鳥取県で初めて冬山大山登山に挑んだ[4]。
- 佐賀省三 - 元境港市議会議員。俳人。
- 本城藤造 - 元鳥取県議会議長。

### 実業家
- 青砥喜三郎 - 元米子信用金庫会長。

### スポーツ
野球
- 種部儀康 - 巨人-南海。巨人時代には1965年・1966年の日本シリーズに登板。
- 徳山一美 - 倉吉北高野球部監督。

相撲
- 琴櫻傑將 - 第53代横綱・先代佐渡ヶ嶽親方。